# Saison 1 de Mad Men
Chronologie
Saison 2
Cet article présente la première saison de la série télévisée américaine Mad Men.

## Synopsis
La première saison commence en mars 1960, alors que le génial cadre travaillant dans la publicité, Donald "Don" Draper, rencontre Peggy Olson, sa nouvelle secrétaire. Ils travaillent tous les deux au sein de la petite mais prestigieuse agence Sterling Cooper. Bien que Don soit accueillant à son égard, Peggy est soumise au comportement hostile passif-agressif de la responsable administrative Joan Holloway et au harcèlement sexuel de ses collègues masculins. Pete Campbell, chargé de clientèle débutant, sur le point de se marier, a un faible pour Peggy ; les deux auront une relation sexuelle le soir de son enterrement de vie de garçon. Don, quant à lui, a du mal à équilibrer sa vie alors qu'il trompe sa femme inhibée, Betty Draper, avec une artiste beatnik du nom de Midge Daniels. Roger Sterling, fils acerbe de l'un des partenaires fondateurs de Sterling Cooper, trompe sa femme, Mona, avec Joan, dont il s'est épris.
Gratuitement et de manière délibérée, Sterling Cooper commence à travailler pour la campagne présidentielle de Nixon de 1960, car ils estiment que le succès de Nixon bénéficiera à leur entreprise. Ils travaillent également à rassurer leur client le plus important, Lucky Strike, dont le compte est le pain et le beurre de l'entreprise. En effet, Lucky Strike est menacé par des recherches médicales résurgentes démontrant que le tabagisme est nocif, des poursuites judiciaires, et des législations à venir nuisibles à l'industrie du tabac. 
Betty commence à voir un psychiatre après que ses mains engourdies et tremblantes ont causé l'accident de la voiture familiale. Don, d'abord réticent à l'idée de la psychothérapie, autorise Betty à aller demander de l'aide. Dans son dos, Don convainc le médecin de sa femme de lui faire son rapport sur ce que celle-ci dit au cours du traitement. Pendant ce temps, Don commence une relation avec la coquette Rachel Menken, propriétaire juive d'un grand magasin qui cherche une aide marketing chez Sterling Cooper. 
Don doit composer avec l'arrivée de son jeune frère, Adam Whitman, qui se réfère à Don comme "Dick Whitman". Don offre 5 000 dollars à Adam et lui dit de refaire sa vie, comme Don l'a fait, et de ne jamais le recontacter. Des analepses sur l'enfance de Don en tant que "Dick Whitman", pendant la Grande Dépression, décrivent les relations de Dick avec sa belle-mère pieuse et mal-aimante, qui l'appelle un « enfant de putain », et un père violent, Archibald Whitman, qui trompe un clochard sur le paiement promis pour effectuer des tâches ménagères. Dick avait développé une relation amicale avec le vagabond, l'incident dégrade ainsi d'autant plus l'image qu'il se fait de son père. En outre, le vagabond enseigne au jeune Dick le Hobo Code, qui communique des messages importants via de simples symboles visuels. Don trouve un signe de hobo indiquant que son père est un homme malhonnête. 
Peggy commence une activité de concepteur-rédacteur après que le publicitaire Freddy Rumsen a reconnu son talent. Toute la rédaction lui est rapidement confiée, alors qu'elle crée une campagne pour une machine de perte de poids. Le travail de Peggy sur la machine de perte de poids coïncide avec sa propre prise de poids. 
Roger subit deux attaques cardiaques, change radicalement sa vision de la vie, et incite le propriétaire de Lucky Strike, Lee Garner, Sr., à avertir Bert que le maintien du compte de Lucky Strike nécessite pour Sterling Cooper à faire quelque chose pour « montrer à Don que Sterling Cooper l'apprécie ». Bert propose alors à Don un partenariat avec une part de 12 % de l'activité (sans que Don ait à payer une taxe de partenariat). Don accepte à condition qu'il ne soit pas nécessaire de signer un contrat ; Bert, amusé, accepte et remarque que l'attitude de Don rappelle la philosophie d'Ayn Rand, comme elle l'est décrite dans le livre que Bert avait auparavant exhorté Don de lire : La Grève (Atlas Shrugged). De retour aux affaires, le premier ordre de Don est de nommer un nouveau chef des comptes (afin d'alléger la charge de Roger en tant que partenaire et financeur), et Don commence à interviewer des candidats externes au grand dam de Pete. Le candidat le plus prometteur s'avère Herman "Duck" Phillips, qui « a débarqué American Airlines », mais celui-ci est à la recherche d'un emploi après que son alcoolisme et une liaison extraconjugale terminée eurent raison de sa carrière au bureau Y&R's London.
Après le départ des propriétaires associés pour la journée, les publicitaires de Sterling Cooper organisent une fête agitée la nuit des élections présidentielles de 1960, mais voient la défaite de leur client et favori, Richard Nixon. 
D'autres flashbacks abordent l'histoire de l'origine de Dick Whitman pendant la guerre de Corée, dans laquelle il est placé sous le commandement d'un lieutenant nommé Donald Draper, qui va bientôt être renvoyé à la maison. Après une attaque, une explosion accidentelle tue Draper et blesse Whitman. Whitman échange les plaques d'identité militaire avec son lieutenant et prend l'identité de Draper afin d'échapper à la guerre. L'armée demande à "Draper" de ramener le corps de Whitman à sa famille. Le cercueil est apporté par train, et Whitman n'en sort pas pour saluer sa famille, mais le jeune Adam le voit, debout, à l'intérieur. Les parents d'Adam, malgré son insistance, rejettent ses affirmations : « je vois Dick dans le train ». Une femme, passagère du train, remarque la douleur dans le regard de Whitman et lui dit « d'oublier ce garçon dans la boîte ». Whitman tourne alors le dos à sa famille et commence sa nouvelle vie en tant que "Donald Draper".
Pete, qui a démontré sa propension à fouiner, fait savoir qu'il pense qu'il devrait être promu chef des comptes et avoue ainsi convoiter le poste. Il a également révélé sa jalousie à propos du succès de Peggy et de Don. Après que ces deux-là ont quitté l'agence, Pete s'assoit au bureau de Don ; le garçon responsable du courrier y confond Pete pour Don et offre un paquet de la part d'Adam Whitman contenant les plaques d'identité militaire de Dick Whitman et de photos d'enfance (Adam a posté le paquet juste avant de se pendre dans sa chambre d'hôtel). Pete confronte Don avec l'information selon laquelle "Don", de son vrai nom, est Dick Whitman, et tente de lui faire du chantage pour une promotion. Don répond à cette menace en disant à Bert, "J'ai choisi d'embaucher Duck Phillips", en sachant qu'il inciterait Pete à révéler sa véritable identité. Pete raconte à Bert que Don est un déserteur qui n'est pas celui qu'il dit qu'il est, mais Bert balaye sa révélation d'un "Qui s'en soucie ?" (Who cares ?). Après que Pete a quitté la pièce, Bert donne à Draper la possibilité de virer Pete, ou bien de garder un œil sur lui, puisqu'on ne sait jamais ce qui engendre l'infidélité.
Peggy cherche des soins médicaux contre ses sévères douleurs à l'estomac. Le médecin se rend vite compte que Peggy a pris du poids car elle est tombée enceinte de Pete Campbell, mais est en plein déni de grossesse. Après que l'enfant a été mis au monde, l'infirmière encourage Peggy à tenir le bébé. Peggy refuse et le bébé est placé en adoption ; seul Don est au courant. 
La saison se termine juste avant Thanksgiving de l'année 1960, Betty et Don se chamaillent sur le manque d'intérêt de ce dernier à assister au dîner de Thanksgiving avec la famille de Betty. Don invoque sa charge de travail comme raison pour laquelle il reste à la maison. Peu de temps après, Betty découvre que Don recevait des appels de son psychiatre, qui faisait un rapport à Don de chacune de ses sessions. Don apprend aussi que son frère Adam s'est pendu. 
Don fait par la suite une nouvelle présentation de la campagne pour le Carousel de Kodak qui tourne autour de la « puissance de la nostalgie ». 
Lors d'un voyage en train, Don a une vision. Il s'imagine de retour à la maison, annonçant qu'il se joindra à la famille pour Thanksgiving. En réalité, Don rentre à la maison et trouve sa maison vide et sombre. Il s'assoit, seul, au bas de l'escalier. C'est ainsi que la saison se termine.

## Distribution

### Acteurs principaux
- Jon Hamm (VF : Bruno Choël) : Don Draper (directeur de la création, associé à partir de l'épisode 11)
- Elisabeth Moss (VF : Anne Dolan) : Peggy Olson (secrétaire, rédactrice de rang 1 à partir de l'épisode 13)
- Vincent Kartheiser (VF : Yoann Sover) : Pete Campbell (commercial)
- January Jones (VF : Nathalie Karsenti) : Betty Draper
- Christina Hendricks (VF : Marine Jolivet) : Joan Holloway (responsable administrative)
- Bryan Batt (VF : Serge Biavan) : Salvatore Romano (graphiste)
- Michael Gladis (VF : Denis Laustriat) : Paul Kinsey (rédacteur)
- Aaron Staton (VF : Sébastien Desjours) : Ken Cosgrove (commercial)
- Rich Sommer (en) (VF : Vincent Ribeiro) : Harry Crane
- Maggie Siff (VF : Ariane Deviègue) : Rachel Menken (7 épisodes)

### Acteurs récurrents
- Kiernan Shipka (VF : Karl-Line Heller) : Sally Draper (11 épisodes)
- John Slattery (VF : Éric Legrand) : Roger Sterling (associé principal) (10 épisodes)
- Robert Morse (VF : Michel Prud'homme)  : Bertram Cooper (associé principal) (9 épisodes)
- Julie McNiven (VF : Nadine Girard) : Hildy (8 épisodes)
- Alison Brie (VF : Natacha Muller) : Trudy Campbell (7 épisodes)
- Anne Dudek (VF : Céline Ronté) : Francine Hanson (7 épisodes)
- Rosemarie DeWitt (VF : Véronique Soufflet) : Midge Daniels (6 épisodes)
- Andy Umberger (VF : Michel Dodane) : Arnold Wayne (6 épisodes)
- Alexa Alemanni (VF : Pamela Ravassard) : Allison (4 épisodes)
- Talia Balsam (VF : Annie Le Youdec) : Mona Sterling (4 épisodes)
- Darby Stanchfield (VF : Stéphanie Lafforgue) : Helen Bishop (4 épisodes)
- Marten Holden Weiner (VF : Hervé Grull) : Glen Bishop (4 épisodes)
- Joel Murray (VF : Guy Chapellier) : Freddy Rumsen (3 épisodes)
- John Cullum : Lee Garner, Sr. (2 épisodes)
- Mark Moses (VF : Luc Bernard) : Herman "Duck" Phillips (directeur des comptes à partir de l'épisode 12)
- Jay Paulson (VF : Stéphane Ronchewski) : Adam Whitman (2 épisodes)
- Deborah Lacey : Carla (1 épisode)
- Darren Pettie (VF : Éric Aubrahn) : Lee Garner, Jr. (1 épisode)

## Liste des épisodes
1. Smoke Gets In Your Eyes
2. Ce que veulent les femmes
3. Le mariage de Figaro
4. La ville nous appartient
5. Secrets de famille
6. Babylone
7. Sous influence
8. Langage codé
9. Changement de décor
10. Le temps d'un week-end
11. Indian Summer
12. Nixon vs. Kennedy
13. Carrousel

### Épisode 1:Smoke Gets In Your Eyes
- États-Unis : 19 juillet 2007 sur AMC[1]
- France : 4 mai 2009 sur Canal+
- Québec : 9 juin 2010 sur Télé-Québec
- Suisse : 9 janvier 2011 sur TSR1
- Belgique : 23 janvier 2011 sur La Deux

- Rosemarie DeWitt : Midge Daniels

### Épisode 2:Ce que veulent les femmes
- États-Unis : 26 juillet 2007
- France : 4 mai 2009
- Québec : 16 juin 2010
- Suisse :
- Belgique :

- Maggie Siff : Rachel Menken

### Épisode 3:Le Mariage de Figaro
- États-Unis : 2 août 2007
- France : 11 mai 2009
- Québec : 23 juin 2010

- Kristoffer Polaha : Carlton Hanson

### Épisode 4:La ville nous appartient
- États-Unis : 9 août 2007
- France : 11 mai 2009
- Québec : 30 juin 2010

- Alison Brie : Trudy Campbell

### Épisode 5:Secrets de famille
- États-Unis : 16 août 2007
- France : 18 mai 2009
- Québec : 7 juillet 2010

### Épisode 6:Babylone
- États-Unis : 23 août 2007
- France : 18 mai 2009
- Québec : 14 juillet 2010

### Épisode 7:Sous influence
- États-Unis : 30 août 2007
- France : 25 mai 2009
- Québec : 21 juillet 2010

### Épisode 8:Langage codé
- États-Unis : 6 septembre 2007
- France : 25 mai 2009
- Québec : 28 juillet 2010

### Épisode 9:Changement de décor
- États-Unis : 13 septembre 2007
- France : 31 mai 2009
- Québec : 4 août 2010

### Épisode 10:Le Temps d'un week-end
- États-Unis : 27 septembre 2007
- France : 31 mai 2009
- Québec : 11 août 2010

### Épisode 11:Indian Summer
- États-Unis : 4 octobre 2007
- France : 7 juin 2009
- Québec : 18 août 2010

### Épisode 12:Nixon vs. Kennedy
- États-Unis : 11 octobre 2007
- France : 14 juin 2009
- Québec : 25 août 2010

### Épisode 13:Carrousel
- États-Unis : 18 octobre 2007
- France : 14 juin 2009
- Québec : 1er septembre 2010
- Suisse : 3 avril 2011
- Belgique : 6 mars 2011